# Tainia wrayana
Tainia wrayana är en orkidéart som först beskrevs av Joseph Dalton Hooker, och fick sitt nu gällande namn av Johannes Jacobus Smith. Tainia wrayana ingår i släktet Tainia och familjen orkidéer. Inga underarter finns listade i Catalogue of Life.